# メタルサーガ 〜鋼の季節〜
『メタルサーガ 〜鋼の季節〜』（メタルサーガ はがねのきせつ）は2006年6月15日にサクセスから発売されたゲームソフト。ジャンルはRPG。
メタルマックスシリーズの続編的扱いであるメタルサーガシリーズの2作目。通称MS2。システムやシナリオにおいて続編であることを強調しており、今作の主人公は『メタルマックス』の主人公の息子となっている。
クレアテックが関与しないまま開発を進められた前作と違い、本作では企画段階より宮岡寛以下クレアテックスタッフが参加した。前作『メタルサーガ 〜砂塵の鎖〜』では背景やオブジェクトには3DCGが使われていたが、本作では2Dを採用（戦車等は3D）。キャラクターデザインは今井修司が行った。

## ゲームの特徴・システム
従来の据え置き機から携帯機にプラットフォームが変更されたのにあわせて、システム面が多数変更されている。

### 操作・移動
操作にはニンテンドーDSの特徴であるタッチスクリーン入力を全面的に採用（フルタッチペンオペレーション）。キャラクターを移動させるときは目的地をタッチ、メニューを開くときはメニューボタンをタッチ、戦闘では攻撃する相手をタッチと、十字キーやABボタンなどは一切使わない。
ワールドマップの移動方法も変更された。前作までは現在地から目的地へ行くルートは特に指定されず、関門がなければその目的地を飛ばして進むことも可能だったが、本作では目的地間のルートは指定されており、決められた条件（ある場所へ行く、情報を聞く）を満たさないと次の目的地もルートも表示されない。

### キャラクター・特技
最終的に仲間になるキャラクターは4人と1匹。プレイヤーパーティについては、「ハンター・メカニック・ソルジャー（+犬）」の3人旅が基本であったものが、「ハンター・誰か・犬」による2人と1匹に変更された。NPCが誰かの代わり入ったり、犬の代わりに戦闘に参加することもある。職業も「料理人」「ハッカー」が追加された。
前作に引き続き、キャラクターは特技を使うことができる。今回はお金ではなく回数制限により使用回数が決まっている。覚え方も特技仙人に教わるのではなくレベルアップである。

### 武器・戦闘
戦闘はターン制を採用。SFC作品と同様のサイドビューで、前作で導入された「敵の位置・状態」もなくなった。
戦車戦ではPC1人につき1台を操縦していたものが、1台の戦車に2人乗り、それぞれが別の兵器で攻撃するように変更されている。また、「装甲タイル」がなくなり、パーツごとに耐久度が設定された。耐久度は攻撃を受けるたびに減ってゆき、0の状態でさらに攻撃を受けるとパーツが破損してしまうことがある。破損状態も細分化され、前作までの「破損」にあたる「小破」「中破」と、「大破」にあたる「大破」「鉄くず同然」に分けられた。大破以上の状態になるとそのパーツは使用不能である。
「武器の攻撃範囲」には「扇形」「貫通」「範囲」「敵二体」が追加された。「攻撃の属性」の一部可視化が行われ、「火炎」「冷気」「電気」「音波」「ガス」「光線（ビーム）」は敵も味方も強いか苦手かがわかるようになった。
前作までの「シャシー改造」の他に、「シャシーのタイプ」を変更できるようになった。タイプを変更することで強力な固定兵器が追加されることもあるが、元に戻すことはできない。「シャシー特性」は、「身かわし走行」「耐熱仕様」など、前作までは車載道具によって実現していた能力の一部をシャシーに付加したものである。

#### オーディン砲
前作のLOVEマシーンやレンズ兵器同様、4つのパーツの組み合わせで効果の変わる戦車用大砲で、通称オデン砲。組み合わせによっては属性攻撃や全体攻撃などの強力な兵器となるが、ゲームを再開すると初期の組み合わせに戻ってしまうバグがある。また、すべてのパーツをそろえることが出来ない。

## ストーリー
伝説の「大破壊」により文明の荒廃した近未来。大破壊を引き起こした元凶であり人類抹殺を遂行する巨大電子頭脳“ノア”はひとりのハンターによって破壊され、その脅威は去ったかに見えた。しかし、ノアは自己保存のため「ノア意識覚醒プログラム」を破壊不能の超合金シェル「ノア・シード」に残していた。

## 登場人物

### プレイヤーキャラクター
主人公
本作の主人公。ノアの脅威から世界を守ったハンター「レバンナ」の息子。職業はハンターで銃器や戦車などを使える。姉のカレンやクリフと共に暮らしていたが、クリフの死がきっかけで旅立つことになる。
メグ
巨大な工具を持つ少女で職業はメカニック。メカニック組織「鉄の穴」のリーダーの娘だがあまりにもドジなため見放されてしまった。元々家出をしたかったらしく組織を出たが、あとで心細くなり帰りたくても帰れなくなったという。
サージ
かつてノアにアクセスした伝説のハッカー「カイエ」の孫で職業はハッカー。トロのスラム「倉庫街」に住むストリートチルドレンで、祖父の使っていたバトルパソコンで敵の特技を盗んで使うことができる。終盤では主人公たちが電子世界に行くため彼の力が必要となる。
レオーニ
少々血の気が多い料理人。「イー兄弟」と言う三人組と手を組んでいたが、金だけを求め人情味の薄れていく彼らに失望して海鳴洞で主人公の仲間になる。ソルジャー程ではないが生身での戦闘力が高く、包丁など調理用具を駆使して戦う。特技の料理で、「レシピ」と特定の「食材」によってアイテムを生み出す。
マリオン
フラミンゴ・ヴィルで踊り子をしたこともあるソルジャー。サブワイがアリの襲撃を受けた際に仲間になる。一部の戦車装備を生身で装備できる特技を覚える。
ジェシィ
「疾風のジェシィ」の異名を持つハンター。彼がノアシードを持ち込んだことが物語の発端になる。主人公の師匠となり共に旅するが、戦闘中は一切操作できない。
ポチ
若い犬。犬のテリトリーでモンスターに襲われ負傷していたが、主人公に助けられて仲間になる。ジェシィ同様戦闘中は操作不能。

### その他のキャラクター
レバンナ
かつてノアを破壊したハンターで、主人公とカレンの父親。汚染のない野菜作りを目指していたが、病に冒され死亡。
カレン
主人公の姉。家事において主人公とクリフの世話をしている。
クリフ
レバンナと共に戦ったメカニックで、「神の手のクリフ」。現在は主人公たちと農場で暮らしているが、レバンナと同じ病にかかっている。序盤に農場を襲撃した敵をジェシィと共に追い払うも、無理がたたり死亡。主人公に後を託した。
キキ
ストームストーンの町の孤児。ジェシィを主人公たちの農場へ案内する。
イングリッド
「妖炎のイングリッド」とよばれるソルジャー。レバンナやクリフと共にノアを破壊し、その後は一人で旅を続けていた。イングリッドを見つけることが主人公の当初の目的となる。
マダム・ザザ
溺死街の顔役。彼女の元には情報が集まってくるため、「人探しならザザに聞け」といわれるほど。かつてはトロのスラムで生活していたようだ。
ツナデ
ハイテク海女。過去の文明の異物である家電品などを海中から引き上げ、それを売ることで生計を立てている。
タニア
フラミンゴ・ヴィルのドン「ガッポーネ」の娘。キャデラックでドライブした後、インテリアを贈れるようになる。
ファング
「白い牙」ともよばれる凄腕ソルジャーで、4人の弟たちのためにソルジャー稼業を続けている。ゲーム後半、鉄道工事現場での戦闘に一度だけ参加する。

### デアボラ一家
遺伝子工学により生み出されたミュート族で盗賊の一味。
デアボラ
デアボラ一家の女首領。自分たちミュート族を生み出した人類への怨念を抱きノアを復活させようとノアシードを狙う。
デヴート
カピバラに似た外見の巨漢のミュート族。
デシャン
狼タイプのミュート族。

### 研究者
Dr.ミンチ
シリーズおなじみ「死体を蘇らせる研究」をしている科学者。汚染沼で主人公たちに助けられた後、ストームストーンの中に住み着く。今回は助手の「イゴール」が死体集めをしている様子はない。
ペッパーマン教授
助手の「Bナス」と共に各地で珍しいものを採集している。野菜に詳しく、きのこ料理が得意。
エバ・グレイ
幻の渚でロボットの「マンデー」「サタデー」と暮らしているサイボーグ技術の専門家。かつて、研究に没頭するあまり娘の病気に気づかず、その後死んでしまった娘をサイボーグ化したが、そのことを後悔している。
Dr.レジェンド
「Dr.L」とも呼ばれる鉄くず研究者。助手のアンドロイド「エリー」が動かずに困り果てている。エリーが直れば、鉄くずを使ってオデン砲や伝説戦車を造ってくれる。

## 登場する戦車
ハンビー
デフォルト名はレバンナ号。主人公の父、レバンナの形見。初期状態で機銃、大砲、ミサイルを装備しているが、ミサイルの積み方が非常に雑。
ゲーム中ジェシィとはぐれた際に彼が乗っていってしまうが、後で取り戻した時に名前がジェシィ号にちゃっかり変更されている。
装甲車
耐熱仕様が施された戦車。その仕様により炎上ダメージを無効化することが出来る。
対空戦車（ゲパルト）
対空能力を持った戦車。今回は改造の仕方によっては大砲を装備できるようにもなる。
キャデラック
古き良き時代のオープンカーだが、大破壊以前の物かどうかは不明。シリーズ恒例の「買う戦車」。エンジンが剥き出しになっている。
突撃砲
フラミンゴ・ヴィルの倉庫内にあった「ヤークトパンサー系」の自走砲。入手には仲間の力が必要。
伝説戦車
Dr.レジェンドが作成してくれる戦車。基本的には他のシャシーと同じものを作成するが、伝説戦車でしか作成できないシャシーも存在する。
エイブラムス
マウントエンマ内に大量配備されている戦車。実際に入手できるのは1台まで。
レッドウルフ
第2フリーザ地下で氷壁に埋まっていた戦車。
戦闘機
レッドバレー内にある戦闘機。今では飛ぶ事が出来ない。
スターリン
賞金首「グラマースターリン」を撃破した後で入手できる戦車。重装備の上にシャシー自体も重く、シャシータイプを一定以上の段階まで進めるとフリーズするバグまで抱え込んでいる。

## 予約特典
『メタルサーガ 〜鋼の季節〜 サウンドトラック メタルの源流』
本作から4曲収録のほか、ファミコン版『メタルマックス』の曲を全曲収録。『メタルマックス』ではなく「第一作目BGM」と表記されている。

## 開発
『砂塵の鎖』の縁でクレアテックが開発に参加した。当時はニンテンドーDSで開発するうえで、必ずタッチペンでの操作を入れなければ企画が通らないと言われていたが、宮岡寛はボタンだけで操作していたところに突然タッチペンを使わなければならなくなることが腑に落ちなかったため、すべての操作をタッチペンによるものとした。プロデューサーからはボタン操作もできるようにしてほしいと言われていたが、そのまま発売された。バグは取り切れず、タッチペン操作も磨き込めなかったため、宮岡にとっては品質面で後悔を残す作品となった。

## 評価
『ファミ通』のクロスレビューでは40点中27点を得た。